# LeftRightLeftRightLeft
LeftRightLeftRightLeft és un àlbum en directe de la banda anglesa de rock alternatiu Coldplay. La compilació es va publicar el 15 de maig de 2009 i es va regalar en tots els concerts que quedaven per celebrar-se de la gira Viva la Vida Tour, i també estava disponible gratuïtament en el lloc web oficial de la banda. Després de sis dies penjat al web, es van produir al voltant de 3,5 milions de descàrregues. La banda va indicar que l'àlbum era gratuït en senyal de gratitud a tots els fans.
Guy Berryman, Jonny Buckland, Will Champion i Chris Martin van escriure les cançons. La producció va ser a càrrec de Dan Green i Rik Simpson i l'enregistrament per Tony Smith, les mescles pere Dan Green i Rik Simpson a The Bakery i Bob Ludwig va remasteritzar el disc als Gateway Studios.

## Cançons
| Núm.          | Títol                                                       | Durada |
| ------------- | ----------------------------------------------------------- | ------ |
| 1.            | «Glass of Water»                                            | 4:44   |
| 2.            | «42»                                                        | 4:52   |
| 3.            | «Clocks»                                                    | 4:40   |
| 4.            | «Strawberry Swing»                                          | 4:16   |
| 5.            | «The Hardest Part/Postcards from Far Away»                  | 4:15   |
| 6.            | «Viva la Vida»                                              | 5:24   |
| 7.            | «Death Will Never Conquer» (veu principal de Will Champion) | 1:39   |
| 8.            | «Fix You»                                                   | 5:38   |
| 9.            | «Death and All His Friends»                                 | 4:24   |
| Durada total: | Durada total:                                               | 39:54  |